# Monte Washington (Nova Hampshire)

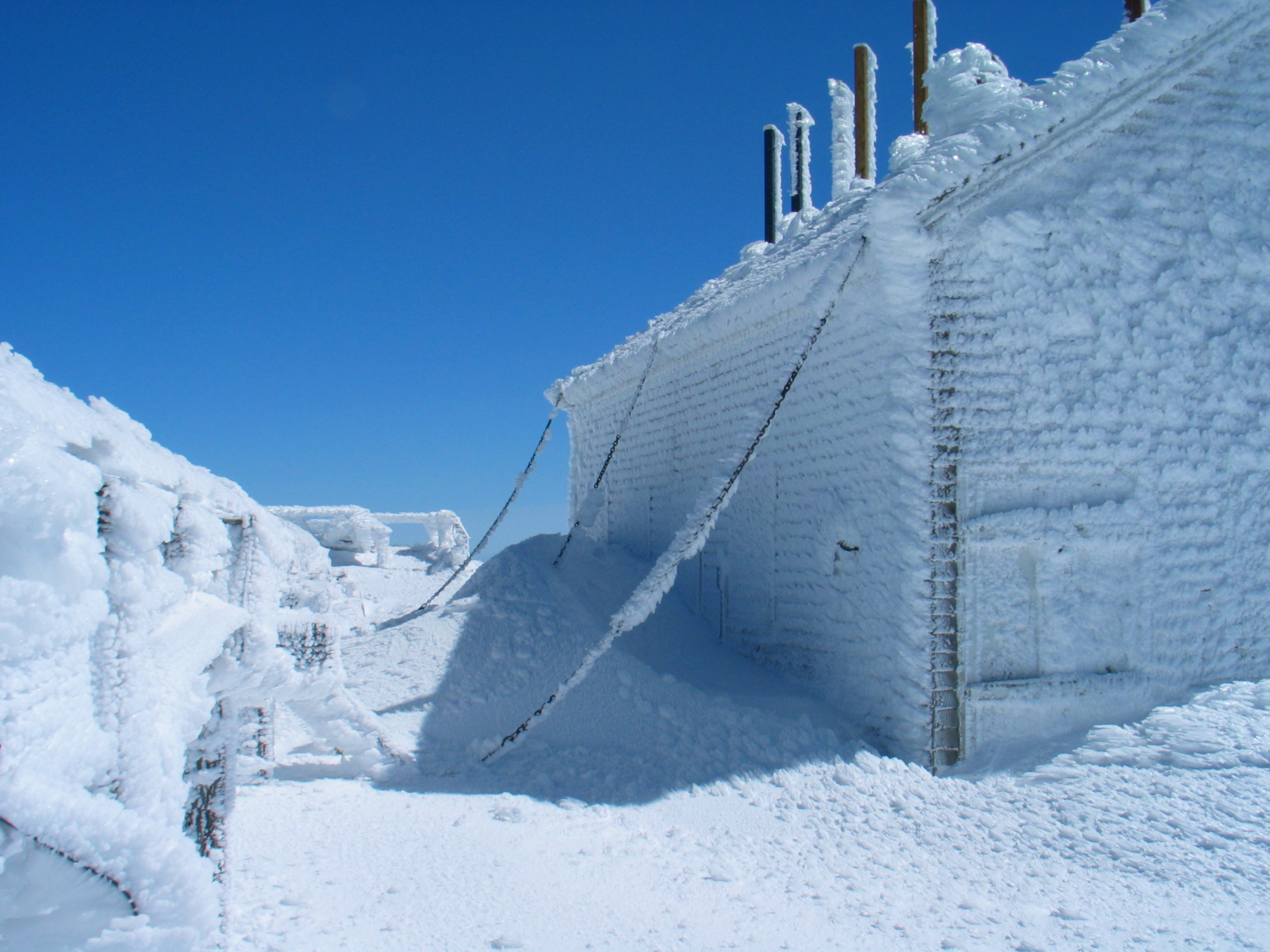
Estação meteorológica no topo do Monte Washington, acorrentada ao chão por causa dos fortíssimos ventos quase constantes.

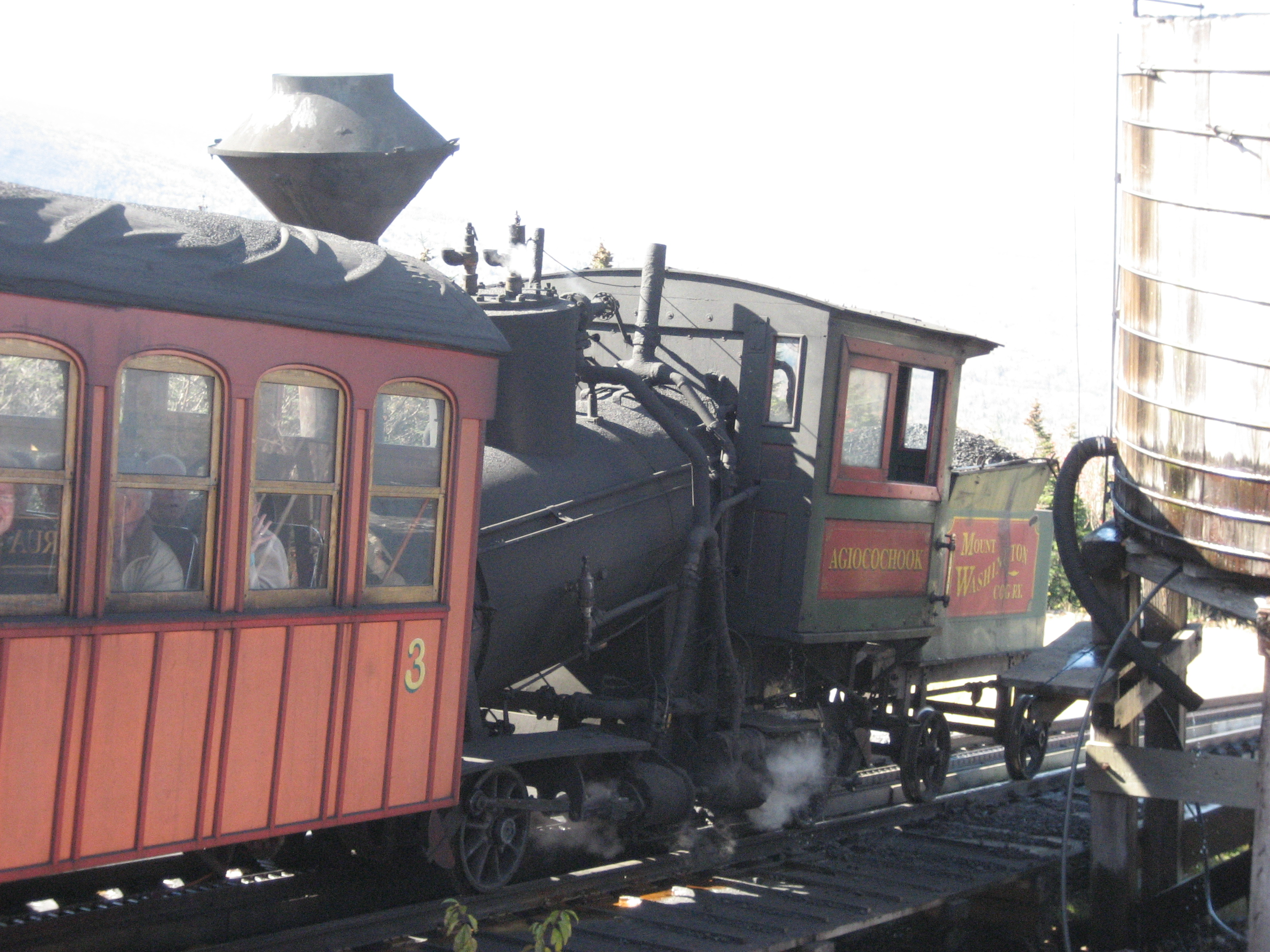
A ferrovia de cremalheira que sobe o Monte Washington.

O Monte Washington, com 1917 metros de altitude no topo, é uma montanha cujo cume é o ponto mais alto do estado de Nova Hampshire e da Região Nordeste dos Estados Unidos. Geograficamente constitui o ponto mais alto das Montanhas Brancas.
A maior parte do monte fica no Parque Estadual do Monte Washington e na Floresta Nacional da Montanha Branca em um trecho denominado Cordilheira Presidencial. O topo fica no condado de Coos.
O monte é famoso pelas suas condições atmosféricas muito perigosas, tendo o recorde de rajada de vento mais forte jamais medida na superfície da Terra, com 372 km/h na tarde de 12 de abril de 1934 (algumas medições de maior força de vento ocorreram em tornados, mas não foram medidas à superfície da Terra). O seu recorde de temperatura é de −45,6 °C, e o recorde de valor mais baixo para sensação térmica causada pelo vento é de −75,0 °C. A estação meteorológica no topo tem de estar acorrentada ao chão.
Era conhecido como Agiocochook, ou "casa do Grande Espírito", antes da chegada dos colonizadores europeus.
Dispõe de uma ferrovia de cremalheira até o topo, a Mount Washington Cog Railway, que vence um declive médio de 25% e máximo de 37,41%. Tem 4,8 km de extensão, subindo a 4,5 km/h e descendo a 7,4 km.